# Аллана Старр
Аллана Старр (англ. Allanah Starr, Пустой шаблон {{ВД-Преамбула}} ) — американская транссексуальная порноактриса, лауреатка премии AVN Awards.

## Биография

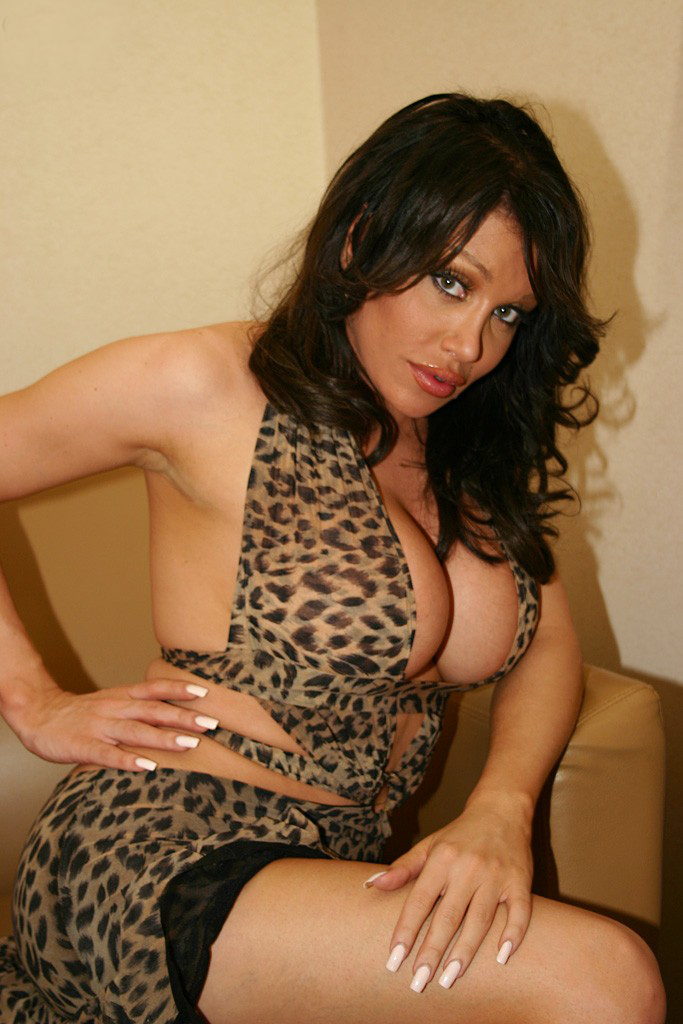

Родилась на Кубе. Затем вместе с семьей эмигрировала в США. Выросла в Майами, штат Флорида, но позже переехала в Нью-Йорк примерно в 1999 году.
Говорит, что «всегда чувствовала себя очень женоподобной», но не начинала одеваться как женщина до окончания средней школы.
Начала сниматься в фильмах для взрослых в 2002 году, в возрасте 18 лет.
В 2012 году заканчивает карьеру. В общей сложности снялась в 24 фильмах.
Её самый известный фильм называется Big Boob Adventures Allanah Starr, режиссёром и продюсером которого выступила Джиа Дарлинг.
В 2010 году британский художник Марк Куинн создал несколько скульптур, для которых Аллана Старр служила в качестве модели.

## Премии и номинации
| Год  | Церемония  | Результат | Номинация                         | Работа |
| ---- | ---------- | --------- | --------------------------------- | ------ |
| 2007 | AVN Awards | Номинация | Транссексуальный исполнитель года | -      |
| 2008 | AVN Awards | Победа    | Транссексуальный исполнитель года | -      |
| 2010 | XBIZ Award | Номинация | Транссексуальный исполнитель года | -      |